# Ewen (cràter)
Ewen és un petit cràter d'impacte situat a la regió equatorial de la cara oculta de la Lluna. Està situat entre els cràters Ibn Firnas (al sud) i Ostwald (al nord). En els seus voltants es localitza una sèrie de cinc petits cràters: Carol, Kasper, Melissa, Romeo i Shahinaz.

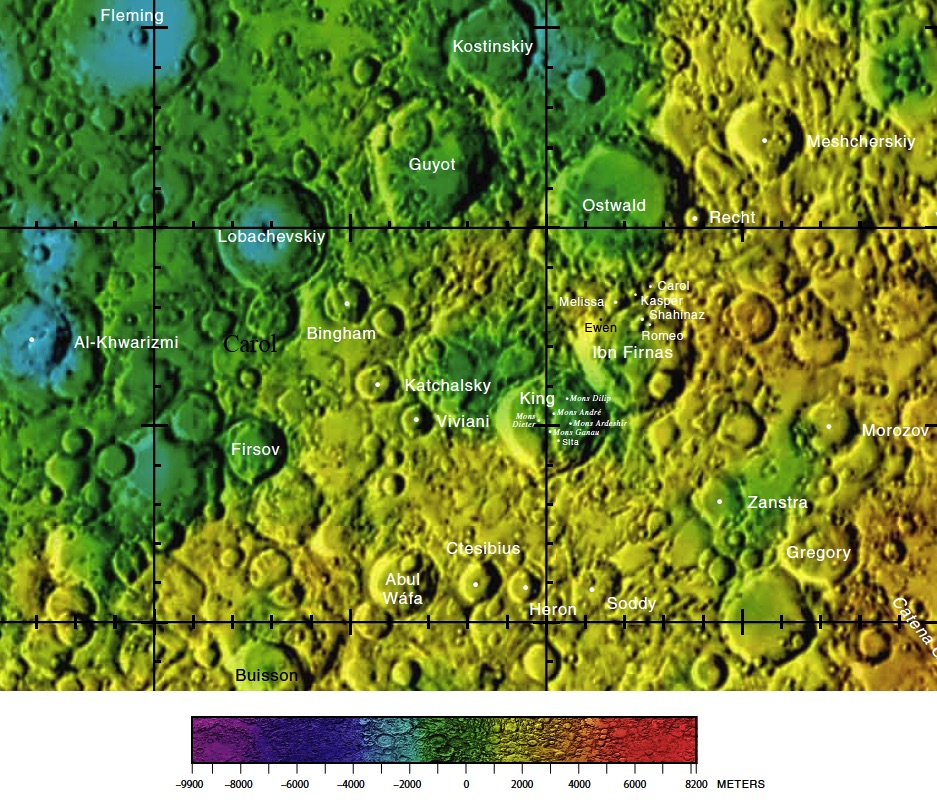
Localització d'Ewen (centre dreta de la imatge)
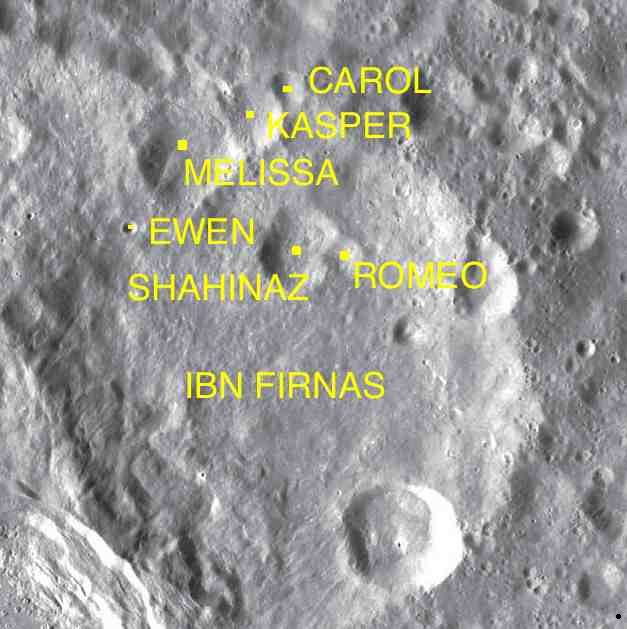
Cràters propers a Ewen

Situat al sector nord-oest de la cara exterior de la vora d'Ibn Firnas, la seva forma és gairebé circular, amb una mínima plataforma interior de baix albedo.
El nom procedeix d'una designació originalment no oficial, continguda en la pàgina 65C1 / S2 de la sèrie de plànols del Lunar Topophotomap de la NASA, que va ser adoptada per la UAI el 1979.